# Airco DH.1
El Airco DH.1 fue uno de los primeros biplanos militares del típico modelo "Farman", que voló el Real Cuerpo Aéreo británico durante la Primera Guerra Mundial. Cuando el motor para el que fue diseñado fue lo suficientemente abundante, ya estaba obsoleto como avión operativo y, salvo unos pocos ejemplares enviados a Oriente Medio, sirvió como avión de entrenamiento y de caza de la Home Defence.

## Diseño y desarrollo
Geoffrey de Havilland fue uno de los diseñadores pioneros de la Royal Aircraft Factory y fue parcial o totalmente responsable de la mayoría de los diseños de la "Factory" de antes de la guerra. Cuando se fue para convertirse en diseñador jefe de la The Aircraft Manufacturing Company Limited (Airco) en 1914, su primer diseño recordaba mucho al F.E.2, uno de los últimos diseños en los que había trabajado en la Royal Aircraft Factory.
Al igual que el F.E.2, el DH.1 tenía una configuración de propulsora, acomodando a su piloto y al observador en dos cabinas abiertas, en tándem, en el morro. La cabina del observador estaba situada por debajo de la del piloto y estaba equipada con una ametralladora. Las alas tenían un diseño típico, recubiertas de tela, de dos vanos, sin decalaje, sin aflechamiento y de envergaduras iguales, mientras que el estabilizador y el timón se encontraban en el extremo de dos largos botalones de estructura abierta. El modelo, al igual que el F.E.2b, fue diseñado para llevar el motor lineal Beardmore 120 hp de 89 kW (120 hp) refrigerado por agua. Sin embargo, todos los motores Beardmore disponibles eran necesarios para la producción de los F.E.2b y R.E.5, por lo que en su lugar se instaló el motor V8 Renault 70 hp de 52 kW (70 hp) refrigerado por aire.
El prototipo estaba equipado con perfiles aerodinámicos unidos a los costados de la góndola, que podían girar 90 grados para actuar como frenos de aire, una característica inusual para la época, aunque pronto fueron desmontados. Tenía un tren de aterrizaje convencional fijo con las ruedas principales soportadas sobre puntales en V, utilizando muelles helicoidales y amortiguadores oleoneumáticos para la suspensión.
En enero de 1915, Geoffrey de Havilland pilotó el prototipo del DH.1 en su primer vuelo en Hendon. Aunque con el motor Renault le faltaba potencia, el rendimiento seguía siendo razonable y se ordenó la producción del modelo, con un pedido inicial de 49 unidades. Airco ya estaba ocupada con la construcción y el diseño de otros aviones, por lo que la producción del DH.1 quedó a cargo de Savages Limited de King's Lynn, que anteriormente había fabricado equipos para ferias. Estos aviones usaban una suspensión de cordón de goma más simple y tenían una brazola de cabina revisada para proporcionar un mejor campo de tiro al arma del observador. Al principio, la producción fue muy lenta y, a finales de 1915, sólo cinco ejemplares del modelo habían llegado al RFC.
Las máquinas de producción posteriores fueron equipadas con el motor Beardmore, como estaba previsto originalmente, ya que este se habían vuelto más abundante. Esta versión fue rebautizada como DH.1A. Aunque las pruebas del DH.1A demostraron que era al menos tan bueno como el F.E.2b, esto no era precisamente una recomendación, ya que el F.E. mismo ya estaba programado para ser reemplazado por modelos tractores más modernos. Sin embargo, se realizó un pedido adicional de 50 DH.1A a Savages. En el momento del primer vuelo del DH.1, ya se estaba considerando la posibilidad de fabricar un avión monoplaza "de continuidad"; y en junio de 1915 el primer DH.2 ya había realizado su vuelo inaugural. Diseñado esencialmente como una versión más pequeña del DH.1, el DH.2 se convertiría en uno de los cazas británicos más importantes de la época.

## Historia operacional
El DH.1 sólo estuvo en servicio operativo en el teatro de operaciones de Oriente Medio, donde seis DH.1A con motor Beardmore llegaron en julio de 1916. Estos fueron utilizados por el 14.º Escuadrón del RFC como escoltas para sus aviones de reconocimiento B.E.2. Un biplaza Aviatik fue reclamado por un DH.1A del 14.º Escuadrón el 2 de agosto de 1916, en la única victoria conocida del modelo. La última acción conocida de un DH.1 fue el 5 de marzo de 1917, cuando un ejemplar fue derribado durante un bombardeo sobre Tel el Sheria. El Escuadrón N.º 14 se convirtió en una unidad de R.E.8 en noviembre de 1917; parece probable que el último DH.1 operativo se hubiera dado de baja antes de esa fecha.
Los otros DH.1 sirvieron en entrenamiento, con 43 aviones asignados y las unidades de la Home Defense en el Reino Unido, recibiendo 24 aviones adicionales, y siendo finalmente retirados de servicio en 1918.

## Variantes
DH.1
Prototipo y aviones de producción temprana, propulsado por un motor Renault de 70 hp.
DH.1A
Se fabricaron unos 70 ejemplares equipados con un motor Beardmore de 120 hp.
La producción total fue de un prototipo y 99 DH.1 y DH.1A, todos los ejemplares de producción construidos por Savages.

## Operadores
Australia
- Australian Flying Corps[11]

 Reino Unido
- Real Cuerpo Aéreo

## Especificaciones (DH.1)
Referencia datos: De Havilland Aircraft since 1909

### Características generales
- Tripulación: Dos (piloto y observador/artillero)
- Longitud: 8,8 m (29 ft)
- Envergadura: 12,5 m (41 ft)
- Altura: 3,5 m (11,3 ft)
- Superficie alar: 39,6 m² (426,3 ft²)
- Peso vacío: 615 kg (1355,5 lb)
- Peso cargado: 927 kg (2043,1 lb)
- Planta motriz: 1× motor lineal V8 refrigerado por aire Renault Type W.
  - Potencia: 52 kW (72 HP; 71 CV)

### Rendimiento
- Velocidad máxima operativa (Vno): 130 km/h (81 MPH; 70 kt)
- Techo de vuelo: 1070 m (3510 ft)
- Régimen de ascenso: 1,8 m/s (354 ft/min)
- Carga alar: 23 kg/m² (4,7 lb/ft²)

### Armamento
- Ametralladoras: 

  - 1x Lewis de 7,7 mm flexible para el observador

## Aeronaves relacionadas

### Desarrollos relacionados
- Royal Aircraft Factory F.E.2

### Secuencias de designación
- Secuencia DH._ (interna de Airco): DH.1 - DH.2 - DH.3 - DH.4 →